# Os Rocks
Os Rocks é um quinteto de Luanda, Angola, formado em 1962 do género Yé-yé. O vocalista era Eduardo Nascimento. Os outros elementos eram Luís Alfredo, Fernando Saraiva, João Cláudio, Filipe de Andrade e Elmer Pessoa.
Ficaram em segundo lugar num Concurso Yé-Yé realizado no Teatro Monumental, promovido pelo Movimento Nacional Feminino a favor das Forças Armadas Portuguesas.

O conjunto Os Rocks recebeu o Prémio Bordalo (1966), ou Prémio da Imprensa, da categoria "Música Ligeira", tendo a Casa da Imprensa em 1967 que também distinguido nesta categoria os cançonetistas Madalena Iglésias e Sérgio Borges
Eduardo Nascimento foi convidado a participar no Festival RTP da Canção de 1967 tendo sido o vencedor com "O Vento Mudou", da autoria de Nuno Nazareth Fernandes e João Magalhães Pereira.
Foi lançado um EP com os temas "O Vento Mudou" e "A Lenda do Rochedo", no lado A, e mais dois temas no lado B.
Em 1967 os Rocks gravaram um EP com os temas "Wish I May" e "The Pied Piper".
Em 1968, agora já um sexteto, lançaram ainda o EP "Don´t Blame Me".
O grupo terminou em 1969 com o regresso dos elementos à sua terra de origem. Luis N'gambi casou-se com Paula Ribas e gravou vários discos com ela.

## Discografia
- Wish I May • The Pied Piper (Single, Decca, 1966) A:"Wish I May" / "I Put a Spell on You" B: "The Pied Piper" / "Only One Such as You"[2]
- Don't Blame Me (EP, Decca, 1968)